# Чебриков, Иван Дмитриевич
Иван Дмитриевич Чебриков (1900—1949) — доктор медицинских наук, профессор хирургии, ведущий хирург Сочинской госпитальной базы в годы Великой Отечественной войны.

## Биография
Родился 2 (17) февраля 1900 года в Орловской губернии.
В 1930-е гг. преподавал на медицинском факультете Кубанского университета на кафедре пропедевтической хирургии. После защиты кандидатской диссертации — доцент.
С июля 1941 года работал хирургом в Сочинском госпитале. В период битвы за Кавказ в октябре 1942 года был командирован в Туапсинский район, где проводил сложнейшие операции.
После войны остался в городе Сочи, возглавлял хирургическую клинику бальнеологического института имени Сталина. Провёл более 8000 операций.
Доктор медицинских наук (1947, тема диссертации «Кишечные свищи огнестрельного происхождения»). Автор 26 научных трудов.
Депутат Верховного Совета РСФСР II созыва (1947—1951).
Награждён орденом Красной Звезды, медалями «За оборону Кавказа» и «За победу над Германией в Великой Отечественной войне 1941—1945 гг.».
Похоронен на Центральном Успенском кладбище Сочи.

## Память
Именем Чебрикова названа улица в Центральном районе города Сочи.
Скальпель Чебрикова И. Д. хранится в музее Краснополянской школы. 